# Хорунжий надвірний литовський
Хорунжий надвірний (дворський) литовський (пол. Chorąży nadworny litewski, лат. Vexillifer curiae Lithuaniae) — уряд Великого князівства Литовського, заступник хорунжого великого литовського.

## Історія
Уряд виник під час правління великого князя Олександра Ягеллончика 1501 року. Пізніше певний час цей уряд ніхто не обіймав, офіційно він був затверждений великим князем Сигізмундом II Августом.
Надвірний хорунжий заміщував великого хорунжого в разі його відсутності, а в разі відсутності самого надвірного хорунжого його заміщував земський хорунжий. Цей уряд мав у Короні за відповідника уряд хорунжого надвірного коронного.

## Обов'язки
Функції хорунжого були безпосередньо пов'язані з обслуговуванням особи правителя. Носив хоругву Великого князівства Литовського біля монарха під час урочистостей, брав участь у похованнях, коронаціях тощо. Тож уряд мав характер репрезентаційний. З другого боку, був частково військовий, інколи хорунжий навіть очолював надвірне військо.
З усіх хорунжих надвірних двоє були помилково призначені: 26 серпня 1702 року уряд помилково дістався Казимиру Гружевському, 13 травня 1710 року — Михайлові Яну Тизенгаузу.

## Деякі відомі хорунжі надвірні литовські
- Огінський Олександр Богданович (1636—1645)